# 라데 보그다노비치
라데 보그다노비치(세르비아어: Раде Богдановић, 영어: Rade Bogdanović, 1970년 5월 21일, 보스니아 헤르체고비나, 사라예보)는 과거 세르비아의 축구 선수로, K리그에 큰 영향을 끼친 대표적인 외국인 선수 중 한 명이다.

## 클럽 경력
1992년 7월 포항제철 아톰즈에 입단하여 다섯 시즌 동안 최전방 공격수로 활약하면서 팬들에게 깊은 인상을 남겼다. 1992년 10월 10일 열린 현대 호랑이와의 경기에서 K리그 데뷔골을 기록했다. 1996년 8월에는 외국인 선수 최초로 30-30클럽에 가입했다. 1994년 11월 5일 열린 LG 치타스와의 경기에서 홀로 4득점을 기록하며 팀의 4-3 승리를 이끌었다. 포항 스틸러스에서 총 5시즌 동안 147경기에 나서 55골 35도움을 기록하였다.
1998년부터 2002년까지 SV 베르더 브레멘에서 뛰면서 2001년 이동국과 한솥밥을 먹기도 하였으며, 2001년 5월 23일 포항시에서 열린 친정팀 포항 스틸러스와의 친선경기에서 역전골을 넣어 팀이 2-1로 승리하는 데 기여하였다. 그는 2004년까지 현역에서 뛰었다.

## 국가대표팀 경력
1997년, 코리아컵 국제축구대회에 유고슬라비아 대표팀 소속으로 3경기에 출전하여 가나와의 경기에서 2골을 기록하였다.

## 지도자 경력
그는 2004년까지 현역에서 뛰었으며, 이후에는 고국으로 돌아가 코치로 활동하였다.

## 수상 내역

### 개인

#### 포항 아톰즈
- K리그 우승 1회 : 1992
- K리그 준우승 1회 : 1995
- 리그컵 우승 1회 : 1993
- 리그컵 준우승 1회 : 1996

- 리그컵 득점상 : 1994년
- K리그 도움상 : 1996년
- K리그 베스트 11 : 1994년, 1996년

## 같이 보기
- 블라디미르 요반치치